# Deus Ex (sorozat)
A Deus Ex egy számítógépes akció-szerepjáték sorozat, amely egy fiktív 21. században játszódik. A cselekmény középpontjában különféle háttérhatalmak illetve szervezetek világuralmi törekvései állnak, emellett olyan társadalmi-morális kérdéseket feszeget, mint a transzhumanizmus, a kapitalista értékrend és a társadalmi megosztottság, mindezeket eleinte utópisztikus, időben előrehaladva aztán disztópikus közegben.
Az első két játékot az Ion Storm Inc. fejlesztette, a későbbi epizódokat pedig az Eidos Montreal. A játékok kiadója az Eidos Interactive volt az első két rész esetében, később pedig a Square Enix.

## A sorozatról
A Deus Ex világa egy alternatív valóságban játszódó világ, melyre nagy hatással vannak a háttérben rejtőzködő, világuralmi terveket szövögető szervezetek. A legjelentősebb mind közül az Illuminati, de olyan szervezetek is megjelennek, mint a Majestic 12, a FEMA, vagy a templomos lovagok. A játékban valóságosak az összeesküvés-elméletek, azaz az Illuminati csakugyan egy olyan titkos társaság, mely a világpolitikát a saját szájíze alapján formálja, és a Majestic 12 pedig egy ebből kivált, radikálisabb társaság, ördögibb célokkal. A FEMA pedig, noha az USA védelmi szervezete, valójában az előző kettőt szolgálja, ahogy a templomosok is a vagyonukkal. Roswellnél pedig csakugyan becsapódott egy UFO, melyből különös lényeket klónoztak.
A kilencvenes évektől kezdve az Illuminati befolyása alatt álló cégek és tudósok olyan megoldásokon kezdtek el dolgozni, melyek az emberiség felemelését szolgálták eg magasabb, transzhumán szintre. Ennek az volt az oka, hogy az internet virágkorában az illuminátusok nem tudták annyira befolyásuk alatt tartani az emberiséget, mint korábban, de a technika ebben is a segítségükre volt. Az emberi testbe beépülő, különleges képességeket nyújtó pótlékok, az augmentációk létrejöttének hajnalán a tudósok felfedezték, hogy az emberi test ellenáll ezeknek a tárgyaknak, és csak költséges kilökődésgátló gyógyszerek alapján fenntarthatóak. Egy kísérletben azonban a génsebészet terén olyan újszülötteket hoztak létre, akik teste természetes befogadó lett - az egyetlen túlélő Adam Jensen volt, a harmadik játék főhőse.
A közeli jövőben, a 2020-as években az augmentációs technológia széles körben elterjedt, sokan viszont nem nézték jó szemmel, mert embertől idegennek tartották. Ez volt a mechanikus augmentációk aranykora, melyet az Illuminati az emberek kontrollálására akart felhasználni. A technológia ilyen felhasználása kudarcot vallott, és ha ez nem lenne elég, világszerte konfliktusokat gerjesztett a mechanikus augmentációval rendelkező emberek és a "tiszta" emberek között. 2029-ben már üldözik az augmentáltakat, Adam Jensen pedig, aki a negyedik játék (Mankind Divided) főhőse is, egy terrorelhárító szervezet (a későbbi UNATCO) elit katonájaként próbál segíteni rendet teremtenia káoszban. Közben azonban újabb technikai újítások jöttek létre, többek között az első mesterséges intelligenciák, melyek létét teljes titokban tartották. Emellett a tudósok fáradhatatlanul dolgoztak az augmentációs technológia továbbfejlesztésén, bevetve a nanotechnológia eredményeit is. A kudarcok után találtak egy olyan gyermeket, Paul Dentont, aki tökéletesen megfelelt a jövőbeli nanoaugmentációs kísérletekhez. (Az sem kizárt, mert nem egészen egyértelmű a történetből, hogy Paul Dentont is "létrehozták"). Mivel a gyermek egyedi lény volt, ezért úgy döntöttek, hogy biztos, ami biztos, klónozzák őt, és a klónokat újabb tulajdonságokkal ruházzák fel, mintegy tökéletesítve őket. Így jött létre több másik, később megsemmisített klón mellett JC Denton és Alex Denton.
A 2030-as években nagyot változott a világ. Bár felfedezték az AIDS ellenszerét, egy hatalmas földrengés elpusztította az USA nyugati partvidékét, a világon pedig a gazdasági recesszió mellett régi, kihaltnak hitt vírusok terjesztettek pusztító járványokat. Általánosak lettek a zavargások, a szükségállapotok, most már ezek miatt is terroristacsoportok szerveződtek és intéztek támadásokat, valamint egyre mélyült a szakadék a kevés gazdag és a rengeteg szegény között. Egy ilyen környezetben bukkant fel Bob Page, egy filantróp milliárdos, aki az Illuminati tagja volt, de megelégelve azok csendes és visszafogott módszereit, saját hatalmát felhasználva úgy döntött, világuralomra tör. Pénzt és energiát nem kímélve létrehozott két veszélyes fegyvert. Az első a Szürke Halál néven ismert nanovírus, amely tulajdonképpen a nanoaugmentációs technológia az emberkere szabadítva. Mind a vírust, mind a kevés és nehezen hozzáférhető ellenszerét az ő cégei gyártják, egy különleges berendezés segítségével, mely az Universal Constructor névre hallgat, és speciális képessége, hogy bármit képes előállítani, mert szubatomi szinten manipulálja az anyagot. Csak azoknak ad az Ambrózia nevű ellenszerből, akiket megzsarolhat valamilyen előnyért cserébe. A másik találmánya az 51-es körzetben felépített Aquinas Protocol, egy óriási számítógép, mely képes az egész világháló megfigyelésére. Bob Page azt tervezte, hogy az általa létrehozott mesterséges intelligenciával egyesülve ráköti magát a világhálóra, és az Universal Constructorokra, s így, mivel mindenről tudna, és mindent képes lenne előállítani, valóságos isten lehetne. Az első játék eseményei alapján azonban ez a terve meghiúsul.
A 2050-es években, javarészt JC Denton tevékenykedésének köszönhetően, újabb válság köszönt be. Leáll az internet, egy technológiai sötét középkor jön létre, melyben kisebb városállamok léteznek, amelyeket különféle csoportosulások uralnak, köztük ott van az Illuminati is. A 2070-es években az utolsó Denton-klón, Alex keveredik bele a játszmájukba, egy olyan világban, ahol a technika ugyan csúcsmodern, és a mechanikus augmentáció gyakorlatilag teljesen eltűnt technológia, de az emberi civilizáció valójában még sosem volt olyan kiszolgáltatott, mint akkor.

## Deus Ex(2000)
A sorozat első darabja, az Eidos Interactive adta ki, és az Ion Storm fejlesztette. Számos díjat nyert, a brit PC Zone magazin minden idők legjobb számítógépes játékává választotta 2007-ben. Emellett többszörös Év Játéka kitüntetett. A történet a 2050-es években játszódik. A főhős, JC Denton, kezdetben a UNATCO nevű anti-terrorista szervezet ügynöke, eleinte egy egyszerű terroristaelfogáson vesz részt, ám a dolgok különös folyása miatt belekeveredik egy világméretű összeesküvésbe, melynek során rádöbben, hogy nem minden az, sőt, semmi se az, aminek látszik. Kalandjai során a Majestic 12, az Illuminati, és a hongkongi Triádok dolgába is beleavatkozik.

## Deus Ex: Invisible War(2003)
A Deus Ex közvetlen folytatása, mely 2003 végén jelent meg. Ezt is az Eidos adta ki, és az Ion Storm fejlesztette. Elődje sikereit azonban nem tudta megismételni, főként az első részben zseniálisan kidolgozott rendszerek jelentős leegyszerűsítése miatt. A cselekmény az alapsztori után 20 évvel játszódik, amikor is a chicagói Tarsus Akadémia ellen merényletet intéznek a terroristák. Egy itteni tanuló, Alex D szerepében játszunk, akire rövidesen felfigyel több titkos szervezet is, és ismét belekeveredik egy világméretű összeesküvésbe.

## Deus Ex: Human Revolution(2011)
A harmadik epizódot az Eidos Montréal fejlesztette és a Square Enix adta ki. A történet 2027-ben játszódik, 25 évvel az első epizód cselekményei előtt, amikor a multinacionális nagyvállalatok legalább akkora befolyással rendelkező tényezők, mint az országok. A játék főhőse Adam Jensen, egy exrendőr, aki a Sarif Industries cégnél helyezkedik el biztonsági emberként. Ez a cég az akkoriban feltörekvő és sok morális-etikai kérdést felvető biotechnológia élharcosa. Miután a cég egyik laborját támadás éri, Jensen is halálos sérüléseket szenved el, de hogy megmentsék az életét, mechanikus augmentációkkal látják el a testét. Pár hónappal később, teljesen felépülve a cég vezetője, David Sarif arra kéri, hogy szabadítsa fel detroiti gyárát a terroristák támadása alól. Miközben küldetésén van, azon dolgozik, hogy megtalálja a korábbi támadáskor eltűnt tudósokat, köztük egykori barátnőjét, Megan Reed-et. Ahogy az események haladnak előre, úgy keveredik bele egy világméretű összeesküvésbe. Felvezetésképpen megjelent egy regény is, "Deus Ex: Ikarosz-hatás" címmel, valamint egy mini-képregény. A regény két főszereplője, Ben Saxon és Anna Kelso, akik közül előbbi bosszúálló kiugrott SAS-ügynökként, utóbbi pedig a társai halálát is okozó rejtélyes merénylet után nyomozó ügynökként keveredik olyan kalandokba, melyek az Illuminati mesterkedésének következményei. A képregény főhőse Adam Jensen, akinek hatrészes kalandjai során megtudhatunk egyet s mást rendőrmúltjából.

## Deus Ex: The Fall(2013)
A "Deus Ex: Ikarosz-hatás" című regény közvetlen folytatása. Eleinte csak okostelefonokra készült el, később készült egy PC-port. A sztori 2027-ben játszódik, a főhőse Ben Saxon, aki saját maga és Anna Kelso számára keres hozzáférhető kilökődésgátló gyógyszert. Egykori társa, a halottnak hitt Sam Duarte bukkan fel az ellenség oldalán, és feltett szándéka végezni vele. A történetet több epizódosra tervezték, de a sikertelenség miatt az első részt követően félbeszakadt.

## Deus Ex: Mankind Divided(2016)
Időrendben a harmadik epizód, mely 2029-ben játszódik, a PC-re fejlesztett epizódok között a negyedik. Miután két évvel korábban egy baljós incidens miatt a mechanikus augmentációval rendelkező emberek megőrültek, és kontrollálatlanul pusztításba kezdtek, eddigre ezek az emberek páriává váltak a többségi társadalom szemében. A széles nyilvánosság mit sem tudott arról, hogy ez az Illuminati műve volt, pontosabban egy kiugrott tagjuké, akinek az volt a célja, hogy a technológia elterjedését gátolja. Főhősünk ismét Adam Jensen, aki a Task Force 29 élén igyekszik levadászni az augmentációval rendelkező terroristákat - titokban viszont a Juggernaut Kollektíva nevű hacker-csoport segítségével próbál közelebb férkőzni az Illuminatihoz, hogy elszámoltassa őket.